# Lancheras de Cataño
Le Lancheras de Cataño furono una franchigia pallavolistica femminile di Porto Rico, con sede a Cataño e militante nella Liga de Voleibol Superior Femenino.

## Storia
Le Lancheras de Cataño vengono fondate nel 2009, quando il titolo delle Caribes de San Sebastián passa dalla città di San Sebastián a quella di Cataño. Nella stagione 2010 debuttano nella Liga de Voleibol Superior Femenino e si classificano al secondo posto in regular season, alle spalle delle Llaneras de Toa Baja; durante i play-off giungono fino alle semifinali, ma vengono eliminate proprio dalle Llaneras, concludendo la prima stagione della propria storia con terzo posto finale. Nella stagione seguente terminano la regular season al quarto posto, tuttavia ai play-off escono di scena già ai quarti di finale, terminando il campionato al quinto posto.
Nel campionato 2012 sono nuovamente quarte al termine della stagione regolare; nella post-season passano i quarti di finale come seconde classificate del proprio girone, ma solo dopo una gara di spareggio contro le Leonas de Ponce; in semifinale però cambiano marcia, guadagnandosi la prima finale della propria storia ai danni delle Indias de Mayagüez in sole quattro partite; in finale lo scenario è il medesimo e le Criollas de Caguas, mattatrici della stagione regolare, cadono in quattro giochi, che coronano le Lancheras de Cataño per la prima volta vincitrici della LVSF. Grazie al successo in campionato, nel dicembre del 2012 partecipano alla Coppa del Mondo per club come rappresentanti della NORCECA, classificandosi al quarto posto.
In seguito la franchigia si classifica sempre a metà classifica, finché nel 2016 cessa di esistere, cedendo il proprio titolo alla città di Aibonito, dove vengono fondate le Polluelas de Aibonito.

## Rosa 2016
L'ultima rosa con cui le Lancheras de Cataño hanno partecipato alla Liga de Voleibol Superior Femenino.
| N° | Nome              | Ruolo | Data di nascita  | Nazionalità sportiva |
| -- | ----------------- | ----- | ---------------- | -------------------- |
| 1  | Paola Rivera      | C     | 6 marzo 1997     | Porto Rico           |
| 2  | Debora Seilhamer  | L     | 10 aprile 1985   | Porto Rico           |
| 3  | Yozually Ortíz    | S/O   | 21 gennaio 1991  | Porto Rico           |
| 4  | Dianise Rodríguez | S/L   | 14 giugno 1995   | Porto Rico           |
| 7  | Mariana Thon      | P     | 18 novembre 1988 | Porto Rico           |
| 8  | Gelymar Rodríguez | S     | 26 giugno 1992   | Porto Rico           |
| 9  | Lola Arslanbekova | S     | 10 agosto 1990   | Uzbekistan           |
| 11 | Legna Hernández   | S     | 18 luglio 1991   | Porto Rico           |
| 12 | Nicole Rodríguez  | P     | 21 marzo 1994    | Porto Rico           |
| 13 | Shirley Ferrer    | S/O   | 23 giugno 1991   | Porto Rico           |
| 15 | Cecilia Hall      | C     | 10 febbraio 1992 | Svezia               |
| 16 | Alexandra Oquendo | C     | 3 febbraio 1984  | Porto Rico           |
| 18 | Ellen Chapman     | S     | 26 marzo ?       | Stati Uniti          |

## Palmarès
- Campionato portoricano: 1

2012